# مقام عيسى
مقام عيسى موقع أثري يقع في قرية مقام عيسى بالقرب من قرية أم رمانة في قضاء بيرين في محافظة الزرقاء في الأردن. وتنتشر فيه مجموعة من الأنصاب الحجرية (قبور الدولمن ) التي تعود لفترة العصور البرونزية المبكرة.